# Shanghai express (revue)
Pour les articles homonymes, voir Shanghai express.
Shanghai express est une revue mensuelle française publiée par les Éditions de la Bibliothèque noire et créée par Laurent Martin et Stéfanie Delestré. Lancée en décembre 2005 avec un no 0, la revue s'arrêtera au bout d'un an, en décembre 2006, au numéro 5, totalisant 6 numéros.
La revue était vendue par abonnement, en kiosque et dans certaines librairies.
Le numéro 0 de 20 pages a été tiré et distribué gratuitement aux lecteurs de 813, trois mois avant le lancement officiel de la revue en mars 2006 au salon du livre de Paris. La revue a été récompensée par le Trophée 813 de la Meilleure Étude / Prix Maurice Renault en 2006.

## Contenu éditorial et rubriques
Il s'agit d'un magazine populaire sur le roman noir, l'actualité, le fait divers et le polar. La revue, à l'origine mensuelle, aura du mal à garder son rythme de parution. Comptant 84 pages, elle comprend des nouvelles, des chroniques, des feuilletons, des entrevues, des textes inédits.
Chaque numéro est entièrement illustré par un dessinateur différent. Se sont succédé : Joe G. Pinelli (no 0 et 1), Jean-Claude Claeys (no 2), Chantal Montellier (no 3), Alexis Lanvin (no 4) et Philippe Lechien (no 5).
Rubriques
- À quai : le magazine littéraire
  - Correspondances : interviews d'auteurs
  - En provenance de : extraits de romans à paraître
  - Chroniques : Chandail express, horoscope
  - Actualités : nouveautés du moment, sélection rock, DVD, BD
  - Code pénal illustré
  - Adieu poulet
- Voies express : textes courts
  - Nouvelles
  - Feuilletons
- Grandes lignes : "longs métrages"
  - Feuilletons
  - Redécouvertes

## Détail des numéros
| N° | Titre de couverture                                                                                           | Illustrateur       | Date de publ. | Dir. de publ.  | Imprimeur                           | Disponibilité           |
| -- | --- | ------------------ | ------------- | -------------- | ----------------------------------- | ----------------------- |
| 0  | « Mark Twain, Jean Meckert, Pierre Siniac »                                                                   | Joe G. Pinelli     | décembre 2005 | Laurent Martin | AG Roto                             | Gratuit (à télécharger) |
| 1  | « Rencontres : David Peace, Denis Podalydès »                                                                 | Joe G. Pinelli     | mars 2006     | Laurent Martin | Groupe Corlet (Condé-sur-Noireau)   | -                       |
| 2  | « Mauvais genres ; Ville & Polar »                                                                            | Jean-Claude Claeys | avril 2006    | Laurent Martin | Corlet Roto (Ambrières les Vallées) | épuisé                  |
| 3  | « 100 % criminel ; Donald Westlake ; Le Festival du film policier de Cognac »                                 | Chantal Montellier | mai 2006      | Laurent Martin | Groupe Corlet (Condé-sur-Noireau)   | -                       |
| 4  | « Didier Daeninckx ; Festival America ; Leonardo Padura, Hélène Oswald, Ken Bruen, Tito Topin, Marc Villard » | Alexis Lanvin      | novembre 2006 | Laurent Martin | Groupe Corlet (Condé-sur-Noireau)   | -                       |
| 5  | « Spécial interview ; L'Affaire Borrel ; Beaumarchais détective »                                             | Philippe Lechien   | décembre 2006 | Laurent Martin | Groupe Corlet (Condé-sur-Noireau)   | -                       |

## Index - Dépouillement des numéros
- Si vous ne connaissez pas le sujet, laissez ce bandeau (vous pouvez alors contacter les auteurs).
- Si vous supprimez le contenu mis en cause (vous pouvez préalablement contacter les auteurs),

argumentez précisément cette suppression dans la page de discussion
(un manque de référence n'est pas un argument ; une recherche réelle de référence doit avoir été effectuée, être formellement documentée).

### Collaborateurs
Auteurs d’articles, illustrateurs, auteurs de nouvelles, traducteurs, éditorialistes